# Фудбалска репрезентација Доњецке Народне Републике
Фудбалска репрезентација Доњецке Народне Републике је репрезентација под контролом Фудбалског савеза Доњецке Народне Републике, представља Доњецку Народну Републику (ДНР) у међународним фудбалским такмичењима. Фудбалски савез ДНР није члан међународних организација ФИФА и УЕФА, па стога не могу да се такмиче на великим такмичењима као што су ФИФА Светско првенство или УЕФА европско првенство. Уместо тога, они су део КОНИФА-е и такмиче се у њиховим такмичењима.

## Историјат
Репрезентација је основана 25. јула 2015. године, а прву утакмицу је одиграла против селекције Абхазије. Селекција ДНР је такође учествовала у квалификацијама за КОНИФА Светско првенство у фудбалу 2018. године, али није успела да се квалификује. Саша Дуеркоп, генерални секретар КОНИФА, изјавио је да се политички не слаже са ДНР. КОНИФА је критикована због подршке „сепаратизму који подржава Русија“. Репрезентација ДНР је требала да учествује на КОНИФА Европском фудбалском купу 2019. године, али је касније одустала од тога.

## Утакмице и резултати
| Датум               | Место                 | Противник           | Резултат |
| 14. мај 2015.       | Сухуми, Абхазија      | Абхазија            | 0:1      |
| 8. август 2015.     | Доњецк, Доњецка НР    | Луганска НР         | 4:1      |
| 19. септембар 2015. | Луганск, Луганска НР  | Луганска НР         | 1:3      |
| 21. мај 2016.       | Сухуми, Абхазија      | Абхазија            | 0:0      |
| 13. август 2016.    | Доњецк, Доњецка НР    | Луганска НР         | 1:1      |
| 31. август 2017.    | Макејевка, Доњецка НР | Доњецка НР (У 21)   | 4:3      |
| 28. мај 2017.       | Сухуми, Абхазија      | Абхазија            | 2:1      |
| 13. фебруар 2020.   | Бахчисарај, Крим      | Кизилташ Бахчисарај | 1:0      |